# 고창군·부안군 (1973년 선거구)
고창군·부안군은 대한민국의 옛 국회의원 선거구이다. 당시 전라북도 고창군과 부안군 지역을 관할했다.

## 역사
제9대 국회의원 선거를 앞두고 고창군 선거구와 부안군 선거구가 통합되면서 신설되었다.
제11대 국회의원 선거를 앞두고 전라북도의 선거구 개편이 이루어졌다. 이에 고창군·부안군 선거구는 정읍군·김제군 선거구와 함께 개편이 이루어졌다. 고창군은 정읍군과 함께 정읍군·고창군 선거구를, 부안군은 김제군과 함께 부안군·김제군 선거구를 이루게 됨에 따라 폐지되었다.

## 역대 국회의원
| 선거   | 정당 | 정당       | 1위 의원 | 정당 | 정당       | 2위 의원 |
| ------ | ---- | ---------- | -------- | ---- | ---------- | -------- |
| 1973년 |      | 민주공화당 | 이병옥   |      | 무소속     | 진의종   |
| 1978년 |      | 무소속     | 박용기   |      | 민주공화당 | 이호종   |

## 역대 선거 결과

### 대한민국 제9대 국회의원 선거
|  | 34.04% |

|  | 24.49% |

|  | 21.15% |

|  | 20.30% |

### 대한민국 제10대 국회의원 선거
|  | 28.84% |

|  | 28.48% |

|  | 27.20% |

|  | 5.73% |

|  | 5.21% |

|  | 4.51% |